# 出身论
《出身论》是遇罗克1967年1月发布的文章。

## 批判與受害
该文批判了当时中國社会上明明已經是走向人民共和國與工人共產主義路線，卻广泛流傳著并造成严重不良影响的“貴族”特殊出身才能當領導等等血统论。諷刺的是作者遇罗克最终被以反革命罪判处死刑。1979年文革结束後，《出身论》及作者被平反。